# Traghettatore
Il traghettatore è una figura professionale. Si tratta di una persona che ha il compito di trasferire passeggeri su barche attraverso fiumi o canali naturali o artificiali (più raramente attraverso laghi), soprattutto all'interno delle zone cittadine o nelle sue vicinanze e dunque per brevi tratti.
La figura del traghettatore era un tempo ampiamente diffusa nel mondo anglosassone (dove prende il nome di "waterman"), in particolare in Inghilterra, Stati Uniti e Australia, e in generale in tutta Europa.
Le corporazioni più importanti di traghettatori sono state quelle di Londra (attive sul fiume Tamigi e sul fiume Medway), città all'interno della quale si formarono grosse corporazioni anche abbastanza potenti, e quelle italiane attive a Venezia (dove prendono il nome di gondolieri).